# ウィリアム・ネヴィル (第16代アバーガヴェニー男爵)
事実上の第16代アバーガヴェニー男爵および法令上の初代アバーガヴェニー男爵ウィリアム・ネヴィル（英語: William Nevill, de facto 16th (de jure 1st) Baron Abergavenny、17世紀生 – 1744年9月21日）は、イギリスの貴族。

## 生涯
エドワード・ネヴィル（Edward Nevill、1701年9月12日没、第13代バーガヴェニー男爵ジョージ・ネヴィルの弟）とハンナ・ソープ（Hannah Thorpe、ジャーヴォイス・ソープの娘）の息子として生まれた。
1724年10月9日に伯父ジョージの息子にあたる第15代バーガヴェニー男爵エドワード・ネヴィルが死去すると、アバーガヴェニー男爵の爵位を継承、11月12日に貴族院議員に正式に就任した。
1730年代にイースト・グリンステッドのキッドブルック（Kidbrook）で新しい邸宅を建てた（現代ではマイケル・ホールという学校になっている）。
1739年2月10日、王室宝石管理長官に就任した。
1744年9月21日にバースで死去、30日にイースト・グリンステッドで埋葬された。長男ジョージが爵位を継承した。

## 家族
1725年5月20日、第15代バーガヴェニー男爵エドワード・ネヴィルの妻だったキャサリン・タットン（Katherine Tatton、1729年12月4日没、ウィリアム・タットンの娘）と結婚、2男1女を儲けた。
- ジョージ（1727年 – 1785年） - 第17代アバーガヴェニー男爵、後に初代アバーガヴェニー伯爵に叙爵
- エドワード（1729年11月19日頃 – ?）
- キャサリン（1820年没）

1732年5月20日、レベッカ・ハーバート（Rebecca Herbert、1758年10月20日没、第8代ペンブルック伯爵トマス・ハーバートの娘）と再婚、1男を儲けた。
- ウィリアム - 生涯未婚